# Pont de l'Alamillo
Pour les articles homonymes, voir Alamillo.
Le pont de l’Alamillo (en castillan Puente del Alamillo) est un pont de Séville (Andalousie, Espagne).

## Situation
En partant du nord de la ville, il est le premier pont routier à enjamber la darse du Guadalquivir, qui traverse Séville du nord au sud, à l'endroit du méandre de San Jerónimo. Seule la passerelle cycliste et piétonne de San Jerónimo se trouve plus en amont. Il relie, par la route SE-30, les quartiers de La Bachillera et de Huerta de Palmilla, à l’est de la ville, à la zone nord de l’île de La Cartuja, site de l’Exposition universelle de 1992 et du stade olympique de Séville.

## Histoire
Il a été conçu par l’architecte et ingénieur Santiago Calatrava et construit entre 1987 et 1992 par l’entreprise Dragados-Fomento à l’occasion de l’Exposition universelle de 1992. Il a été inauguré le 28 février 1992. L’idée de départ était de construire deux ponts symétriques de chaque côté de l’île (le premier enjambant le Guadalquivir et le deuxième sa darse), reliés entre eux par le viaduc de la Cartuja. mais finalement, la conception singulière de l’Alamillo s’est montrée plus surprenante, et également moins chère.

## Construction
En forme de harpe, ce pont représente le renouveau de la ville de Séville et ses aspirations pour l’avenir. Il se compose d’un pylône simple, d’une envergure de 200 m et de 138 m de haut. Ce pylône, qui forme un angle de 58° avec l’horizontale, soutient la totalité du tablier du pont par 13 couples de haubans (dont deux de 300 m, les plus longs du monde en 2007). Le tablier est formé d'une structure métallique comportant en son centre un caisson de section hexagonale où sont logés les massifs d'ancrage actifs des câbles. Du caisson partent de part et d'autre, tous les 4 m, des consoles métalliques sur lesquelles s'appuient des dalles de béton formant le tablier proprement dit, supportant le trafic automobile. Le passage pour piétons passe sur la face supérieure du caisson,. Pour la construction du pont, une des plus grandes grues existantes a été utilisée, capable d’élever 200 tonnes à 150 m de hauteur.
Le haut du mât présente un mirador, fermé au public.
Le Sundial Bridge à Redding en Californie (2004) est semblable dans sa conception au pont de l’Alamillo.

### Viaduc de la Cartuja
Pour les articles homonymes, voir Cartuja (homonymie).
Du côté de l’île de La Cartuja, le pont de l’Alamillo est prolongé par le viaduc de la Cartuja, mesurant 526,50 m, s’étendant sur deux niveaux, un étant réservé aux véhicules à moteur et l’autre, en dessous, aux cyclistes et aux piétons. Il repose sur des piliers de section elliptique inclinés, comme le pylône du pont, de 58° par rapport à l'horizontale et situés à 21,4 m d'intervalle. Le viaduc se termine aux deux extrémités par des murs de soutènement sur lesquels sont aménagés des escaliers d'accès et des plates-formes pour les piétons.

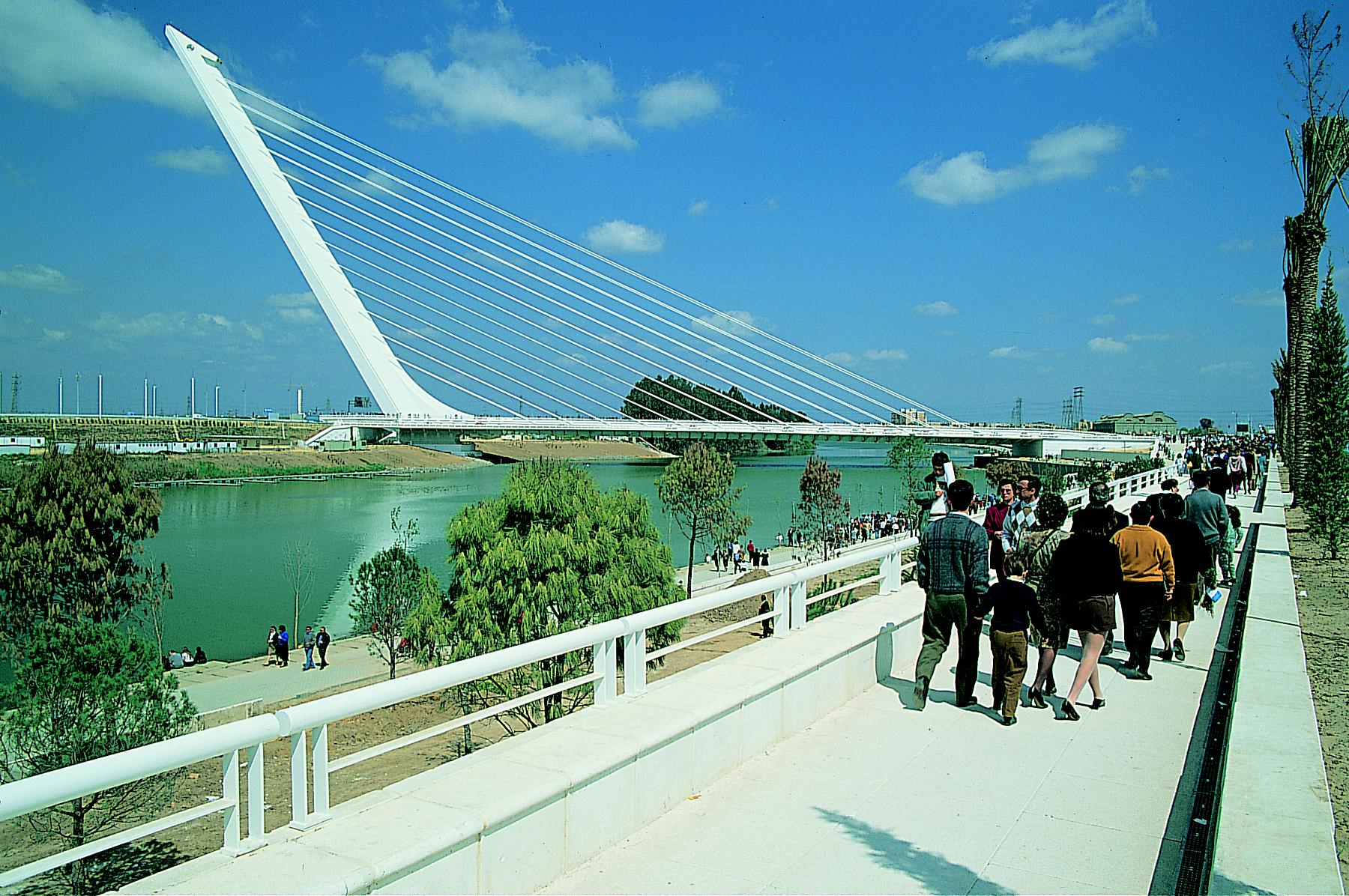
Le pont de l’Alamillo
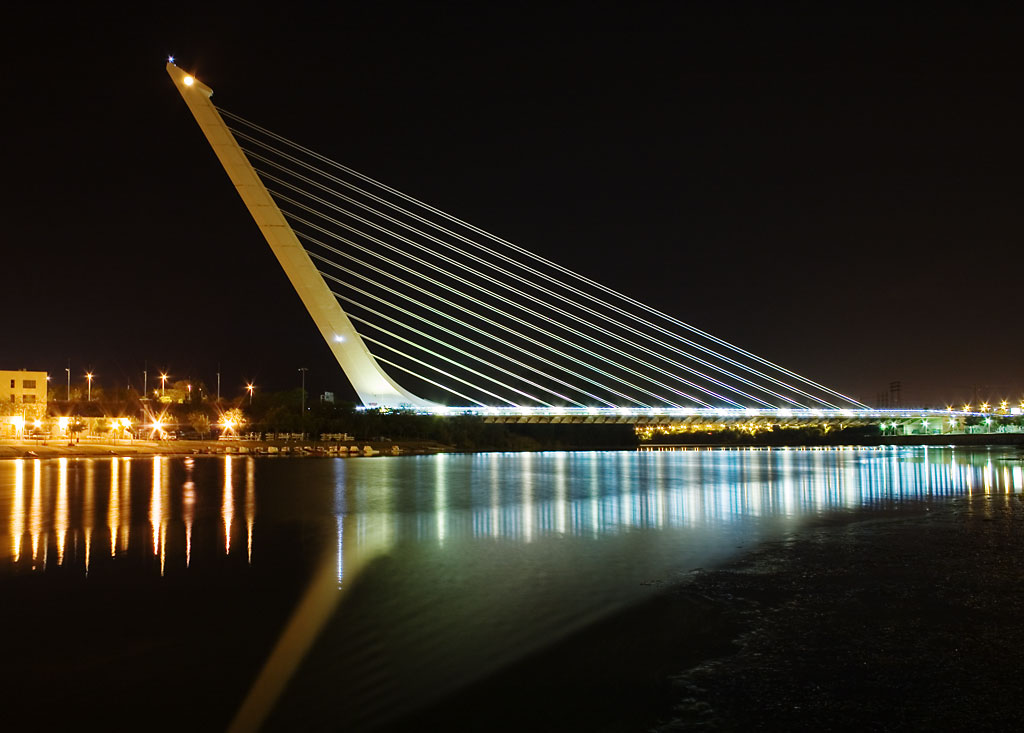
Le pont de l’Alamillo de nuit
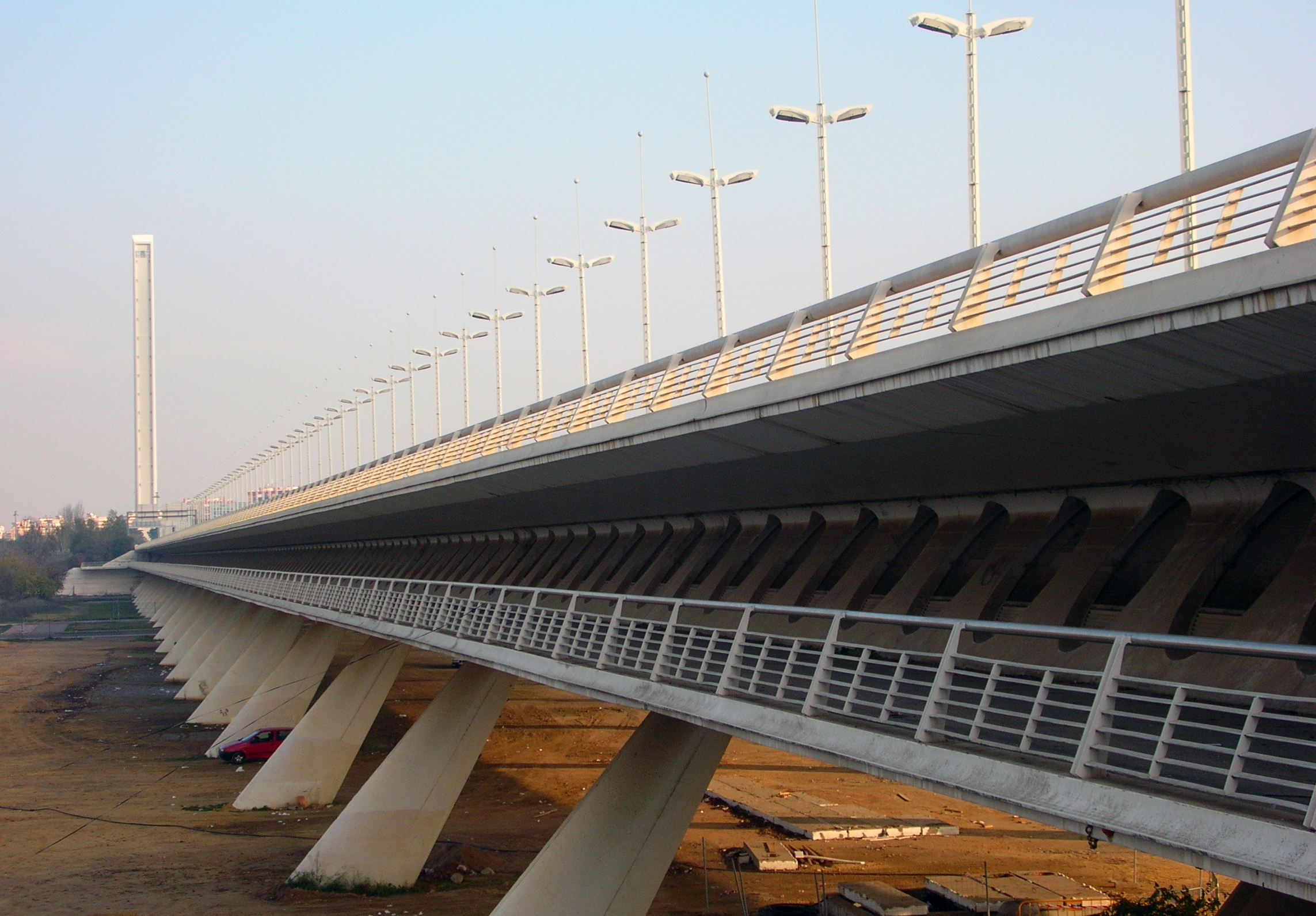
Le viaduc de la Cartuja qui prolonge le pont